# Effet de revenu
 (décembre 2022).
Si vous disposez d'ouvrages ou d'articles de référence ou si vous connaissez des sites web de qualité traitant du thème abordé ici, merci de compléter l'article en donnant les références utiles à sa vérifiabilité et en les liant à la section « Notes et références ».
L’effet de revenu est l'effet d'une augmentation ou d'une baisse du revenu sur la quantité demandée, par exemple dans le cadre de l'arbitrage d'un agent économique entre deux situations (le travail ou le loisir par exemple).
Graphiquement, l'effet d'une augmentation de revenu (à prix par ailleurs constants) est de décaler vers la droite la frontière de contrainte budgétaire.

## Enjeux et caractéristique

### Enjeux
Dans l'exemple de l'arbitrage travail/loisir, le choix de l'agent est déterminé par le coût d'opportunité, c'est-à-dire le coût d'une heure de loisir sachant le coût d'une heure de travail. Une heure de loisir coûte d'autant plus cher que le salaire est élevé.
L'effet de revenu intervient en cas d'augmentation du prix sur le marché du travail (c'est-à-dire du salaire). Dans ce cas, l'individu bénéficie d'une hausse de son revenu : il n'a pas d'incitation à travailler plus.

### Caractéristique
Selon le modèle IS/LM, une augmentation des dépenses gouvernementales fera diminuer l'épargne nationale, sauf si l'équivalence ricardienne tient.

## Contestations
Certains économistes, comme Pascal Salin, contestent l'existence de l'effet de revenu.